# Махапраджапати
Махапраджапати Готами (пали и санскр. महाप्रजापती गौतमी Mahāprajāpatī Gautamī) — приёмная мать Сиддхартхи Гаутамы Шакьямуни Будды. Упомянута в 13 главе Лотосовой сутры.
Родная мать Будды Махамайя умерла на седьмой день после рождения младенца, и он был воспитан своей тёткой Махапраджапати (этимологически её имя восходит к имени первопредка ведических времён — Праджапати).
Ей Сиддхартха был обязан такими чертами характера как мягкость, дружелюбие. Принадлежала к той же готре (семье) что и отец Будды Шакьямуни — Готама (Гаутама — санскр.) Впоследствии неоднократно обращалась к Будде о приёме её в сангху (сообщество буддийских монахов \ монахинь).
В конечном итоге «сангха для женщин» — женская монашеская община как часть сангхи как таковой была основана с согласия Будды и под его благословением.
Будда предложил для женщин-монахинь условия весьма сурового свойства, среди которых было и такое: даже пробывшая много лет в сангхе монахиня должна оказывать величайшие почести монаху-мужчине, только что принятому в сангху.